# Simulium antlerum
Simulium antlerum är en tvåvingeart som beskrevs av Chen 2001. Simulium antlerum ingår i släktet Simulium och familjen knott.
Artens utbredningsområde är Hainan (Kina). Inga underarter finns listade i Catalogue of Life.